# NGC 264
NGC 264 es una galaxia lenticular de la constelación de Sculptor. 
Fue descubierta el 30 de agosto de 1834 por el astrónomo John Herschel.